# Birger Steen
Birger Lorang Steen (ur. 9 kwietnia 1907 w Oslo, zm. 25 sierpnia 1949 tamże) – norweski piłkarz występujący na pozycji napastnika, reprezentant Norwegii w latach 1926-1933.

## Kariera klubowa
Grę w piłkę nożną rozpoczął w 1918 roku w SK Kampørn. W latach 1925–1928 występował z tym klubem w A-klasse Oslo. W 1928 roku przeniósł się do Frigg Oslo FK, gdzie grał do połowy lat 30.

## Kariera reprezentacyjna
10 października 1926 zadebiutował w reprezentacji Norwegii w przegranym 3:4 meczu towarzyskim przeciwko Polsce w Fredrikstadzie, w którym zdobył dwie bramki. W maju 1927 roku zaliczył drugi występ w drużynie narodowej, po czym nie otrzymywał powołań przez 6 kolejnych lat, do czerwca 1933. Ogółem w latach 1926-1933 rozegrał on w reprezentacji 5 oficjalnych spotkań w których zdobył 2 gole.

### Bramki w reprezentacji
| LP | Data                 | Miejsce                                          | Przeciwnik | Bramka | Rezultat | Ranga meczu     |
| -- | -------------------- | ------------------------------------------------ | ---------- | ------ | -------- | --------------- |
| 1. | 10 października 1926 | Fredrikstad Idræts- og Fotbaldplads, Fredrikstad | Polska     | 1:0    | 3:4      | Mecz towarzyski |
| 2. | 10 października 1926 | Fredrikstad Idræts- og Fotbaldplads, Fredrikstad | Polska     | 3:3    | 3:4      | Mecz towarzyski |

## Życie prywatne
Urodził się w 1907 roku jako syn Henrika Olivera Henriksena Steena i Andrei Louise Lassesen Steen (z d. Sunde). Miał sześcioro rodzeństwa. Był żonaty z Randi Marie (z d. Møller), z którą miał dwójkę dzieci. Pracował w Norweskim Zarządzie Dróg Publicznych (norw. Statens vegvesen). Podczas II wojny światowej był członkiem organizacji wywiadowczej XU, której dostarczał szczegółowych informacji na temat rozmieszczenia dróg w Norwegii. Zmarł w 1949 roku w wieku 42 lat. Pochowano go na Cmentarzu Chrystusa Zbawiciela w Oslo.